# Creatonotos sudanicus
Creatonotos sudanicus là một loài bướm đêm thuộc phân họ Arctiinae, họ Erebidae.